# Otoba novogranatensis
Otoba novogranatensis là một loài thực vật có hoa trong họ Myristicaceae. Loài này được Moldenke mô tả khoa học đầu tiên năm 1932.